# Anthony Valencia
Anthony Lenín Valencia Bajaña (ur. 21 lipca 2003 w Guayaquil) – ekwadorski piłkarz występujący na pozycji skrzydłowego, od 2022 roku zawodnik belgijskiego Royal Antwerp.